# Зоннеборн
Зоннеборн (нем. Sonneborn) — община в Германии, в земле Тюрингия.
Входит в состав района Гота. Подчиняется управлению Миттлерес Нессеталь. Население составляет 1250 человек (на 31 декабря 2010 года). Занимает площадь 16,48 км².